# یواس‌اس ندلی (وای‌تی‌ام-۵۳۴)
یواس‌اس ندلی (وای‌تی‌ام-۵۳۴) (به انگلیسی: USS Nadli (YTM-534)) یک کشتی بود که طول آن ۱۰۰ فوت (۳۰ متر) بود. این کشتی در سال ۱۹۴۵ ساخته شد.